# Tyler Joseph
Tyler Joseph   (Columbus, 1 de desembre de 1988) és un cantant, raper, compositor, músic i productor discogràfic estatunidenc. És conegut per ser el líder de Twenty One Pilots, duo musical que forma amb el bateria Josh Dun. Al llarg de la seua carrera ha gravat huit àlbums: un en solitari i set amb Twenty One Pilots. Ha estat nominat a sis premis Grammy com a membre del duo, dels quals n'ha guanyat un.